# 斯特朗赫斯特 (伊利諾伊州)
斯特朗赫斯特（英語：Stronghurst）是位於美國伊利諾伊州亨德森縣的一個村落。

## 地理
斯特朗赫斯特的座標為40°54′41″N 90°54′32″W / 40.91139°N 90.90889°W，而該地最高點為海拔高度206米（即676英尺）。

## 人口
根據2010年美國人口普查的數據，斯特朗赫斯特的面積為2.30平方千米，當中陸地面積為2.30平方千米，而水域面積為0.00平方千米。當地共有人口883人，而人口密度為每平方千米383人。